# Indicatif de radiodiffusion au Canada
Le Canada, comme de nombreux pays, a des conventions spécifiques pour l'attribution des indicatifs d'appel des stations de radio et de télévision suivant les caractéristiques de l'émetteur et la localisation.  Tous les indicatifs commencent avec un préfixe attribué par l'Union internationale des télécommunications suivant le pays. On utilise aussi l'expression « lettres d'appel », calque de l'anglais Call letters.

## Attribution
Au Canada, c'est le gouvernement fédéral qui est responsable de l'attribution des licences de radiodiffusion. Chaque station demande ou se voit attribuer un indicatif d'appel. Par contre, les stations qui le veulent peuvent utiliser une marque à commercialiser en ondes, par exemple Rouge FM (qui possède les stations CITE-FM à Montréal et CITF-FM à Québec, entre autres).

## Histoire des indicatifs d'appel au Canada
À partir de 1922, les stations de radio, et plus tard de télévision canadiennes se sont vu attribuer un indicatif d'appel, aussi appelé « lettres d'appel » qui commençait par les lettres CF, CH, CJ, CK ou 10, suivi de deux lettres pour rendre ce code unique. De très rares exceptions utilisaient une seule lettre supplémentaire.
Une exception existait aussi pour les stations appartenant au chemin de fer du Canadien National qui avait le droit de créer des stations dont l'indicatif commençait par « CNR ». Quand la Commission canadienne de radiodiffusion (CCR) fut fondée en 1932, elle utilisa le préfixe « CRC » pour les stations qu'elle acquit du CN.
Lorsqu'elle succéda au CCR en 1936, la Société Radio-Canada se réserva l'usage du préfixe « CB » (pour Canadian Broadcasting), même si ce préfixe était normalement réservé au Chili.
Les premières stations FM qui étaient la propriété d'une station AM existante utilisaient les mêmes lettres d'appel suivies du suffixe « -FM » pour les distinguer de la station AM. À partir de 1961, quand il fut permis au FM d'avoir une programmation distincte du AM, certains propriétaires gardèrent les mêmes lettres d'appel tandis que d'autres demandèrent un indicatif différent.
Avec l'expansion du nombre de stations de radio et l'arrivée des stations de télévision, la demande pour les indicatifs augmenta, et le préfixe « CI » fut ajouté à partir des années 1960.
Le préfixe « 10 » était à l'origine réservé pour des stations non commerciales transmettant sur la même bande que les stations publiques ou commerciales. Cependant elles avaient toutes disparues en 1935. De plus, avant l'entrée de Terre-Neuve dans la Confédération canadienne en 1949, le préfixe « VO » lui avait été réservé ; les trois stations existant à ce moment, VOCM, VOAR et VOWN, eurent le droit de conserver leur identification, mais celles créées par la suite suivirent les mêmes règles que le reste du Canada.